# Washburn County
Washburn County är ett administrativt område i delstaten Wisconsin, USA. År 2010 hade county 15 911 invånare. Den administrativa huvudorten (county seat) är Shell Lake. Countyt har fått sitt namn efter Cadwallader C. Washburn som var Wisconsins guvernör 1872–1874.

## Geografi
Enligt United States Census Bureau har countyt en total area på 2 209 km². 2 097 km² av den arean är land och 112 km² är vatten.

### Angränsande countyn
- Douglas County - nord
- Bayfield County - nordost
- Sawyer County - öst
- Rusk County - sydost
- Barron County - syd
- Burnett County - väst